# دیوید نلسون (هنرپیشه)
دیوید نلسون (انگلیسی: David Nelson؛ ۲۴ اکتبر ۱۹۳۶ – ۱۱ ژانویهٔ ۲۰۱۱) یک کارگردان اهل ایالات متحده آمریکا بود. وی بین سال‌های ۱۹۴۸ تا ۱۹۹۰ میلادی فعالیت می‌کرد.
از فیلم‌ها یا برنامه‌های تلویزیونی که وی در آن نقش داشته است می‌توان به پیتون پلیس اشاره کرد.